# Cá mú bông
Cá mú bông (tên khoa học Epinephelus areolatus), còn gọi là cá mú chấm, cá song chấm, là một loài cá trong họ Serranidae. Đây là loài cá có gía trị thương phẩm.